# Thales van Milete
Thales van Milete, Oudgrieks: Θαλῆς ὁ Μιλήσιος omstreeks 624 v.Chr. - 545 v.Chr., was de eerste presocratische filosoof. Hij kwam uit Milete in Ionië en werd tot de Zeven Wijzen gerekend.

## Biografie
Thales stamde volgens Herodotus en andere oude bronnen af van een Phoenicische adellijke familie, oorspronkelijk uit Tyrus. Hij voorspelde volgens de legende de zonsverduistering van 585 v.Chr. en beëindigde daarmee de Slag bij de Halys. Hij heeft zijn kennis mogelijk over de sterrenkunde opgedaan tijdens een reis naar Babylon. Anderen zeggen dat hem deze macht werd toegedicht 'omdat hij nu eenmaal de geleerde was, en geleerden dit moesten kunnen voorspellen'.
Thales had twee uitgangspunten, die de filosofie doen verschillen van andere disciplines, uitgangspunten die overigens nog steeds gelden:
1. Conclusies omtrent het universum mogen alleen op het universum zelf worden gebaseerd, goddelijk ingrijpen telt niet als argument.
2. Opvattingen moeten aan de hand van argumenten worden gestaafd.

Volgens de Griekse overlevering is Thales ook in Egypte geweest, in een tijd dat de Egyptenaren niet meer in staat waren de hoogte van hun piramiden te berekenen. Hij zou hun dat geleerd hebben door de lengte van de schaduw te meten "op het moment dat onze schaduw even lang was als wijzelf". Hieraan ligt dus geen enkele ingewikkelde berekening ten grondslag maar slechts de observatie dat als de schaduw van een mens even lang was als die mens dat ook wel voor andere objecten zou gelden. Het is niet ondenkbaar dat hij deze truc van de Egyptenaren geleerd heeft in plaats van andersom.
Plato vermeldt een anekdote waaruit moet blijken dat Thales een 'verstrooide professor' was, zo bezig met hemelse aangelegenheden dat hij niet voor zijn voeten keek en een keer in een put viel.
Andere verhalen schetsen hem daarentegen juist als een praktische geest; zo moet hij ook in staat geweest zijn vanaf de kust de afstand tot een schip te berekenen door de afstand tussen twee punten op te meten, en de hoek waaronder het schip vanaf die punten gezien werd. Omdat hij om zijn armoede beschimpt werd, zette hij al zijn geld in om alle olijvenpersen te huren vóór het begin van de oogst. Als monopolist kon hij nu woekerprijzen vragen voor die persen, en bewees hiermee dat filosofen best geld kunnen verdienen als ze willen, maar dat hun belangstelling elders ligt.

## Water

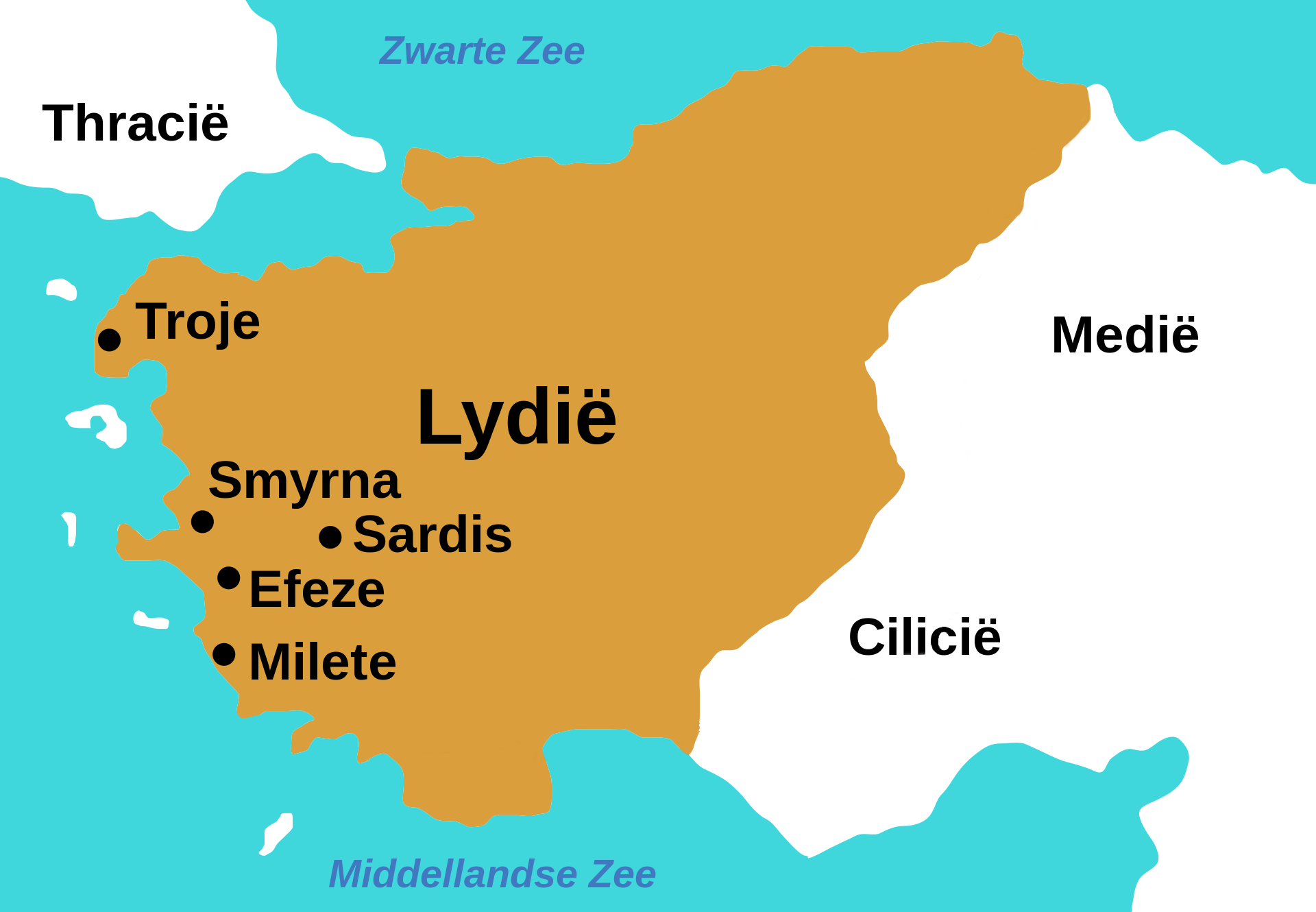
Lydië met Milete

Thales wordt gewoonlijk de eerste westerse filosoof genoemd, maar men is meer en meer geneigd in te zien dat hij voortbouwt op kennis die reeds in zijn eigen geboortestreek, Klein-Azië en in het Oude Egypte aanwezig was. Milete had al oosterse invloed ondergaan. Wel uniek is waarschijnlijk zijn uitspraak over wat de basis van alle dingen is, de oerstof. Thales meende dat deze oerstof water was, omdat dat duidelijke faseveranderingen ondergaat. Als ijs smelt krijg je water, als dat verdampt krijg je stoom. Bovendien geloofden de Grieken dat je als je stoom "verder verdunt" lucht krijgt. Verder ontspringen er planten uit de gedroogde bodem als het heeft geregend en eindigt elke landmassa in water. De oerstof was dus water en alles was daaruit ooit ontstaan. Het was de oorsprong der dingen.
Zijn uitspraak 'alles is water' is opzienbarender dan wellicht op het eerste gezicht lijkt. Het is niet zozeer de inhoud van deze uitspraak, maar de formule. De formule is: 'Alles is...'. Thales zoekt naar een natuurlijke oorzaak van alle dingen waartoe je de chaotische verscheidenheid in de werkelijkheid kunt herleiden. Hij is daarmee de grondlegger van het reductionisme. Hij zoekt het beginsel van alle dingen niet bij goden, maar in de natuur zelf, en hij meent dat die oorzaak kenbaar is. Dit wil echter niet zeggen dat Thales een wereld zonder goden voorstelt.
Anderzijds is zijn theorie, naast reductionistisch, ook naturalistisch. Thales verklaart de wereld met behulp van analogie-redeneringen: in de wereld om ons heen groeien wezens door water en is het zaad waaruit zij ontstaan meestal vochtig. Deze nieuwe benadering is weliswaar nogal grof en indirect, maar is wel een eerste poging om de natuur rationeel te verklaren. In die zin is dit het meest baanbrekende element uit de filosofie van Thales.
Op basis van zijn inzichten ging de School van Milete voort met een aantal filosofen die deze verder uitwerkten, toetsten en er eigen interpretaties aan gaven, onder andere Anaximander. Later zou Empedocles de formule 'Alles is...' uitwerken tot: 'Alles is aarde, water, vuur en lucht', de vier oerelementen dus die nu nog in de westerse esoterie, bijvoorbeeld de antroposofie, een grote rol spelen.
Aristoteles vertelt over Thales dat hij dacht dat de aarde op water dreef. De aarde drijft als een soort vlot op de oeroceaan waaruit ze ooit is voortgekomen. Met dit primitieve model kon Thales op een inzichtelijke wijze verklaren waarom de aarde, althans in onze ervaring, in rust is en waarom er zich aardbevingen voordoen. Aardbevingen zijn dus geen goddelijke willekeur, maar normale natuurlijke verschijnselen, die op een zeker ogenblik wel moeten gebeuren. Hij dacht ook dat een magneet bezield was, omdat zij ijzer aantrok.

## Stellingen van Thales
De stelling van Thales voor lijnen wordt in boek VI van de Elementen van Euclides grondig bewezen.
Hulpstelling
Een evenwijdige projectie behoudt de gelijkheid van evenwijdige lijnstukken.
Stelling van Thales
Een evenwijdige projectie behoudt de verhouding van evenwijdige lijnstukken.
Omgekeerde stelling
Als minstens drie rechten, op snijdende rechten, lijnstukken afsnijden, waarvan de lengten een aangeschakelde evenredigheid vormen, dan zijn deze drie rechten evenwijdig.
Er is nog een stelling naar Thales genoemd, de stelling van Thales voor cirkel, die stelt dat een driehoek een rechte hoek heeft als een van de zijde daar tegenover de middellijn van een cirkel is.
- Biblioteca Nacional de España: XX1675736
- Bibliothèque nationale de France: cb11964657p (data)
- Catàleg d'autoritats de noms i títols de Catalunya: 981058514994706706
- Gemeinsame Normdatei: 118801732
- International Standard Name Identifier: 0000 0003 9611 4581
- Library of Congress Control Number: n86024245
- MusicBrainz: b91527cc-dc7b-456f-8d23-8cbac990bb6b
- Bibliotheek van het Japanse parlement: 00930709
- Nationale Bibliotheek van Tsjechië: jn19990210612
- Nationale Bibliotheek van Israël: 987007343088605171
- Nationale Bibliotheek van Polen: a0000001806772
- Nederlandse Thesaurus van Auteursnamen: 237885972
- Istituto Centrale per il Catalogo Unico: RAVV079734
- Système universitaire de documentation: 027649660
- Virtual International Authority File: 290923996